# Lore Vanden Berghe
Lore Vanden Berghe (Gent, 20 november 1998) is een Belgisch voormalig acro-gymnaste.

## Levensloop
In 2017 behaalde ze met Noémie Lammertyn zilver op de Wereldspelen in het Poolse Wrocław. In oktober dat jaar volgden drie zilveren medailles voor het duo op het EK in het Poolse Rzeszów in de tempo-, balans- en allroundfinale. Daarnaast werd het duo dat jaar eindwinnaar van de Wereldbeker (WB) na overwinningen in drie van de vier WB-manches, met name in het Belgische Puurs en het Portugese Maia en Lissabon. In de vierde WB-manche in het Zwitserse Genève namen ze niet deel.
In 2018 volgde opnieuw een overwinning in de WB te Puurs. Tijdens de daarop volgende WB-manche te Maia liep Lammertyn een voetblessure op, waardoor het duo verstek moest laten gaan voor de wereldkampioenschappen te Antwerpen.